# Vladimir Gotovtsev
Vladimir Vassilievitch Gotovtsev (Влади́мир Васи́льевич Гото́вцев) (1885-1976) est un acteur russe et soviétique de théâtre et de cinéma et un pédagogue d'art dramatique. Il est nommé artiste du peuple de la RSFSR (1948) et a reçu le prix Staline de première classe (1946, 1947).

## Biographie
Il naît à Moscou, sous le règne d'Alexandre III, le 8/20 janvier 1885. Il est diplômé de la faculté de droit de l'université de Moscou, puis suit les cours d'art dramatique d'Alexandre Adachev (1907-1908).
En 1908-1924, il est acteur du théâtre d'art de Moscou et du 2e théâtre d'art de Moscou en 1924-1936, en 1936-1959, dans la troupe du théâtre Gogol de Moscou.
En 1939-1950, Vladimir Gotovtsev enseigne à l'école d'art dramatique de la ville de Moscou et compte parmi ses élèves entre autres Vera Vassilieva, Olga Arosseva, Vera Orlova, Evgueni Lebedev, Roza Balachova, Natalia Terentieva. En 1950-1952, il enseigne au fameux GITIS.  
Il meurt le 30 avril 1976 et est enterré à Moscou au cimetière de la Présentation (division 13).

## Distinctions
- Prix Staline de 1re classe (1946) pour son rôle du contre-amiral Belobrov dans Officier de la flotte d'A.A. Kron.
- Prix Staline de 1re classe (1947) pour son rôle du général Panteleïev pour Les Vainqueurs de B.F. Tchirskov.
- Artiste du peuple de la RSFSR  (26.10.1948)
- Ordre du Drapeau rouge du Travail (26.10.1948)
- Ordre de l'Étoile rouge (14.04.1944)
- Plusieurs médailles

## Carrière

### Théâtre
- Les Frères Karamazov de Dostoïevski: Aliocha
- Une demande en mariage de Tchekhov: Ivan Vassilievitch Lomov
- La Puce d'après Leskov: 1er Chaldéen
- La Nuit des rois de Shakespeare: Sir Tobie
- La Mégère apprivoisée de Shakespeare: Petruccio
- La Cerisaie de Tchekhov: Yacha
- Les Trois Sœurs de Tchekhov: Alexeï Petrovitch Fedotik
- La Mort de Pazoukhine de Saltykov-Chtchedrine: Jivnovski
- L'Officier de la flotte de Kron: le contre-amiral Belobrov
- Les Vainqueurs de Tchirskov: le général-lieutenant Ivan Anissimovitch Panteleïev

### Cinéma
- 1918 Le Pain Хлеб
- 1943  Koutouzov Кутузов: le général Bennigsen
- 1950  Mission secrète Секретная миссия: l'industriel allemand
- 1952 Au fond На дне (film télévisé): Medvedev

### Doublages de films d'animation
- 1948 — Федя Зайцев Fedia Zaïtsev
- 1948 — Цветик-семицветик Fleur semi-fleur: l'ours blanc
- 1948 — Сказка о солдате Conte du soldat
- 1949 — Чудесный колокольчик La Cloche miraculeuse: l'ours
- 1950 — Девочка в цирке La Fille dans le cirque: le vieux moineau
- 1953 — Полёт на Луну Vol sur la lune
- 1960 — Человечка нарисовал я J'ai dessiné un bonhomme

## Liens
- (ru) ГОТОВЦЕВ ВЛАДИМИР ВАСИЛЬЕВИЧ
- (ru) ГОТОВЦЕВ ВЛАДИМИР ВАСИЛЬЕВИЧ (1885-1976)